# Powiat Chikushi
Powiat Chikushi (jap. 筑紫郡 Chikushi-gun) – dawny powiat w Japonii, w prefekturze Fukuoka. W 2018 roku liczył 50 186 mieszkańców i zajmował powierzchnię 74,95 km².

## Historia[2]

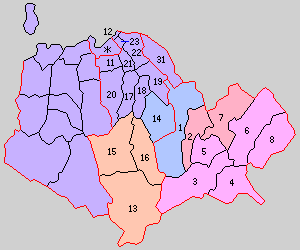
Powiat Chikushi (1–8, 11–23, 31 – 1896 r.)

Powiat został założony 1 kwietnia 1896 roku w wyniku połączenia powiatów Mikasa (2 miejscowości, 6 wiosek), Naka (13 wiosek) oraz Mushiroda (1 wioska).
- 1 czerwca 1911 – wioska Sumiyoshi zdobyła status miejscowości. (3 miejscowości, 19 wiosek)
- 1 października 1912: (4 miejscowości, 17 wiosek)
  - wioska Kego została włączona do miasta Fukuoka.
  - wioska Chiyo zdobyła status miejscowości.
- 1 października 1913 – wioska Katakasu zdobyła status miejscowości. (5 miejscowości, 16 wiosek)
- 1 kwietnia 1915 – wioska Toyohira została podzielona: część została włączona do miasta Fukuoka, a reszta (Kinpei) została włączona do miejscowości Katakasu. (5 miejscowości, 15 wiosek)
- 1 czerwca 1922 – miejscowość Sumiyoshi została włączona do miasta Fukuoka. (4 miejscowości, 15 wiosek)
- 1 kwietnia 1926 – wioska Yahata włączona do miasta Fukuoka. (4 miejscowości, 14 wiosek)
- 1 kwietnia 1928 – miejscowość Katakasu została włączona do miasta Fukuoka. (3 miejscowości, 14 wiosek)
- 1 maja 1928 – miejscowość Chiyo została włączona do miasta Fukuoka. (2 miejscowości, 14 wiosek)
- 1 kwietnia 1933 – wioska Mushiroda została włączona do miasta Fukuoka. (2 miejscowości, 13 wiosek)
- 5 kwietnia 1933 – wioska Miyake została włączona do miasta Fukuoka. (2 miejscowości, 12 wiosek)
- 17 kwietnia 1940 – wioska Naka zdobyła status miejscowości. (3 miejscowości, 11 wiosek)
- 1 października 1950 – wioska Ōno zdobyła status miejscowości. (4 miejscowości, 10 wiosek)
- 1 stycznia 1953 – wioska Kasuga zdobyła status miejscowości. (5 miejscowości, 9 wiosek)
- 1 października 1954 – wioska Osa została włączona do miasta Fukuoka. (5 miejscowości, 8 wiosek)
- 1 marca 1955: (5 miejscowości, 3 wioski)
  - miejscowość Dazaifu powiększyła się o teren wioski Mizuki.
  - w wyniku połączenia miejscowości Futsukaichi i wiosek Mikasa, Chikushi, Yamaguchi i Yamae powstała miejscowość Chikushino.
- 5 kwietnia 1955 – miejscowość Naka została włączona do miasta Fukuoka. (4 miejscowości, 3 wioski)
- 1 kwietnia 1956 – w wyniku połączenia wiosek Minamihata, 安徳村 i Iwado powstała miejscowość Nakagawa. (5 miejscowości)
- 1 kwietnia 1972: (2 miejscowości)
  - miejscowość Chikushino zdobyła status miasta.
  - miejscowość Kasuga zdobyła status miasta.
  - miejscowość Ōno zdobyła status miasta i zmieniła nazwę na Ōnojō.
- 1 kwietnia 1982 – miejscowość Dazaifu zdobyła status miasta. (1 miejscowość)
- 1 października 2018 – miejscowość Nakagawa zdobyła status miasta. W wyniku tego połączenia powiat został rozwiązany.